# Борбе на Малешу, Берову и Шталковице
Српску малешку чету од самог доласка на терен потресале су размирице и интриге у које су били до грла умешани наредник Владимир Ковачевић, војвода Петар Кацаревић и беровски архимандрит Леонида (Јергић). Оне су довеле до тога да је и поред успеха у сукобима са Бугарима и чете од десетак људи Ковачевић прво отерао тројицу четника, затим двојицу послао у Србију по нове четнике, ана крају и сам отишао из Малеша (Малешевска котлина). Остатак чете растурио је Петар Кацаревић (родом из Берова), који је остао у Малешу са двојицом четника-домородаца Јевтом Дрекалевићем и Гаврилом Чамуром.
Због тога је било неопходно да се што пре упути чета у Малеш, који је био последња југоисточна тачка ко које је допирала српска одбрана. У Малешу су Срби били остављени на милост бугарских разбојницима. Важност Малеша за бугарску организацију огледала се у томе што су преко њега водили најсигурнији канали за прелаз комита у јужни и западну Македонију. У свом писму Извршном одбору од 28. марта Богдан Раденковић наводи да је ради одржавања везе између малешке и кумановских чета неопходно да се упути једна чета за Кратовску и Кумановску казу са седиштем у српском селу Шталковице. Поред тога, ова чета би пресецала пут Бугарима за Овче поље и даље према западу. Повољна околност за српске чете било је хапшење 26 бугарских првака из Злетова, међу којима су били бугарски свештеник и учитељ. Овиме је разбијен један од најагилнијих бугарских одбора, што је у значајној мери олакшало рад српским четницима на овом подручју.

## Први окршаји са Бугарима и погибија од Турака
Крајем априла 1906. малешка чета предвођена војводом Ђуром Иванишевићем (наредник српске војске родом са Цетиња), прешла је границу. Чета се у селу Горуновцу састала са путовођама Јевтом Зевдовићем из Берова и Пантелејмоном Николићем из Ратева, које је упутио Малешки пододбор. На путу за Малеш задржала се у Шталковици три дана. Ту је, захваљујући достави једног бугараша, првога дана била опкољена војском из Злетова. Међутим, видевши да је у питању српска чета војска Бугара се повукла. За време боравка у Шталковици четници су испили 50 ока злетовског вина. Веселе, нагнуте делије стигле су у близину Берова 6. маја 1906, како наводи конзул Ристић "певајући и пушке мећући". Чета се у непосредној близини Берова стационирала. На упозорења од Малешког пододбора, да треба да крстари и свакодневно мења даник, Иванишевић је одговарао само новим наруџбинама јела и пића. Једини пут чета је променила бивак, када је ноћу између 12. и 13. маја, отишла до бугарских овчара на Трсевици да плени јагњад. 
На овом месту, удаљеном два и по часа хода од Берова, четнике је изненада опколила бугарска чета Чернопојева. После краће борбе у којој су четници убили двојицу комита Бугари су се разбежали. Осокољени успехом четници су се вратили у зору 13. маја у своју колибу, да уз ракију прославе победу. Из Берова су их обавестили да се уклоне пошто турска војска иде у редовни обилазак Малешке планине. Међутим, Иванишевић је одлучио да остане. После краћег времена појавила се турска војска и испалила два плотуна у ваздух. То је било упозорење четницима да се уклоне. Четници су се померили за педесетак метара. Турци су се у четничкој колиби задржали пола часа, када испале још два плотуна. Тада једанаесторица, нешто трезнијих четника, напусте Иванишевића, који је у пијаном стању, одлучио за борбу. Рекавши да је дошао да погине и да је сам довољан за сто аскера. У борби која је потрајала до мрака и која се водила на локалитету Абланица, удаљена пола часа хода од Берова, погинули су Ђура Иванишевић, Тодор Божидарац, Милорад Михаиловић, Ђорђе Филиповић, Бошко Стојановић, Стојан Антић, Петар Кацаревић, Аце Кацаревић (Петров брат), Димитрије из Русинова и Мијајло из Кочана. Група Михаила Петровића упутила се, без путовође, у Србију. Заостале четнике Гаврила Чамура и Глигорија Ђорђевића пресрело је турско одељење. Том приликом Чамур је рањен у руку а Ђорђевић убијен. 
Гаврило Чамур, једини преживели из малешке чете, као неспособан за четовање добио је посао фењерџије у београдској канализацији.

## Пораз код Шталковице
Преостала деветорица су опкољена турском потером 20. маја 1906. на Штезерском потоку, између Шталковице и Зеленграда. У борби су погинули Михаило Петровић, Војислав Вујовић, Светозар Савић, Милић Ђукић, Милан Вељковић, Видак Грубац, Мрдеља Грубац, Ђура Габај и Миленко Тодоровић.
Према извештају вилајетског листа Косово, у сукобу код Шталковице погинула су два војника, а заплењено је девет Манлихерових пушака, четири бајонета, две бомбе и нешто муниције.
После борбе похапшени су виђени шталковички Срби; кмет Симон, пољак Костадин Мановић и азе Денчо Мицовић, Симон Анастасијевић и Апостол Ђорђевић.
Злу судбину малешке чете предосетио је доскорашњи врањски окружни начелник, он је Министру иностраних дела Србије упутио 24. априла 1906. депешу следеће садржине:
Апсолутно сам противан да малешку чету води Иванишевић, јер ће је упропастити. Њу може и треба да води учитељ и поднаредник из VI пука. Саопштите ово Централном одбору, с тим, да ако он и даље остане при своме, он ће носити грех на души